# Церковь Андрея Критского в Меленках
Церковь Андрея Критского в Меленках — приходской православный храм в городе Ярославле, построенный в 1908 году. Расположен на высоком берегу Которосли около фабрики «Красный Перекоп». Приписан к расположенной рядом церкви Николы в Меленках.

## История
Храм был построен в 1908 году по проекту архитектора Александра Иванова по заказу владельцев «Товарищества Ярославской Большой мануфактуры».
История церкви связана со сменой собственников Большой Ярославской мануфактуры. В 1857 году московские купцы Андрей Александрович Карзинкин вместе с дядей Иваном Андреевичем и петербургским купцом Гавриилом Матвеевичем Игумновым выкупили предприятие у наследников Саввы Яковлева и основали «Товарищество Ярославской Большой мануфактуры бумажных изделий». Из-за роста производства и числа работников, церковь Николая Чудотворца в Меленках перестала вмещать прихожан, и в январе 1902 года на общем собрании товарищества было принято решение о строительстве нового храма. Его предполагалось закончить в 1908 году, к 50-летию основания товарищества.
К июню 1904 году были получены необходимые разрешения на строительство, а 27 июля того же года состоялась закладка фундамента. Его освятил архиепископ Ярославский и Ростовский Сергий. На строительство храма было пожертвовано более 400 тысяч рублей.
Церковь строили 4 года. 5 октября 1908 года архиепископ Ярославский и Ростовский Тихон (будущий патриарх) провёл церемонию освящения. Храм бы освящён в честь святых, имена которых носили учредители товарищества: главный престол был освящён во имя Иоанна Постника, придельные — во имя Андрея Критского и Архангела Гавриила. В качестве основного наименования за церковью закрепилось имя Андрея Критского. Новый храм мог вмещать до 3000 человек.

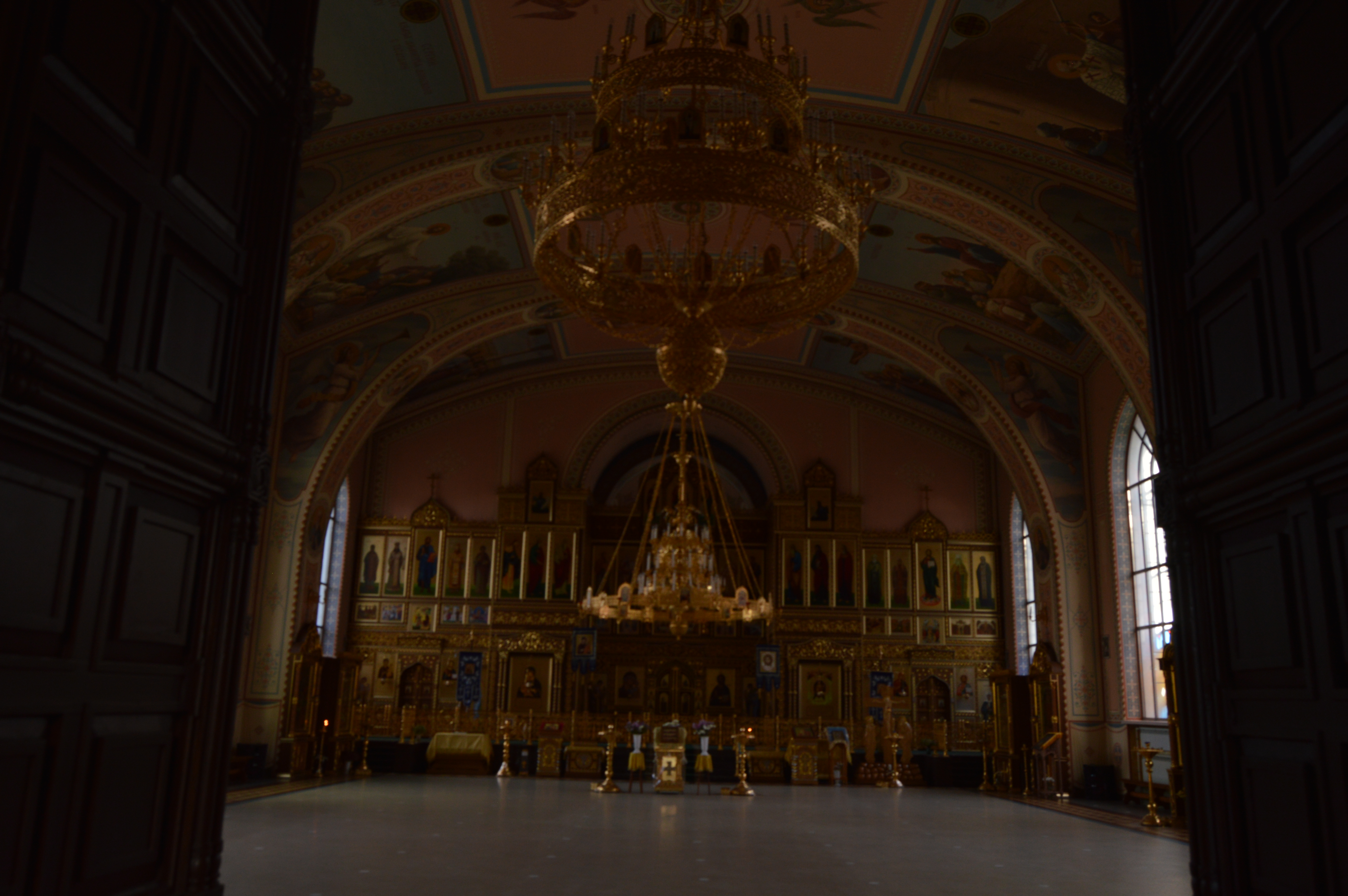
Современный интерьер церкви (2022)

Новую церковь украсили 8 колоколов: благовестник (1816 год, 209 пудов), полиелейный (1824 год, 103 пуда), вседневный (1746 год), два колокола весом в 36 и 15 пудов, и три зазвонных.
В советское время церковь была закрыта (в 1923 году). Помещение церкви использовалось сначала как кинозал и рабочая столовая, затем как Городской дом физкультуры (с 1951 года). С 2001 года и до осени 2010 года в здании располагалась детская спортивная школа олимпийского резерва.
Осенью 2010 г. храм был возвращен Русской православной церкви, после чего начались реставрационные работы, которыми руководила архитектор Светлана Столярова. Росписи восстанавливали художники под руководством художника-реставратора Евгения Чижова. Уже в марте 2011 года были установлены купола.
5 августа 2015 года церковь освятил митрополит Ярославский и Ростовский Пантелеимон, который также отслужил литургию в храме. 8 октября того же года на колокольне церкви установили 12 колоколов.

## Архитектура
Церковь Андрея Критского в Меленках (проект архитектора Александра Иванова) — единственная церковь в Ярославле, в архитектуре которой сочетается византийский стиль и стиль модерн.
Высота колокольня храма —— 43 метра. Использованы железобетонные конструкции и керамическая плитка. По фасаду церковь покрыта цветной керамикой. На внешней стене средней алтарной апсиды со стороны Которосли на стене выложена мозаика с изображением Николая Чудотворца.